# Planum
Planum (plurale: plana) è un termine latino utilizzato in esogeologia per descrivere altipiani, plateau o pianure più alte rispetto al terreno circostante presenti sulla superficie di pianeti o di altri corpi celesti. Per questo è in contrapposizione con l'espressione planitia, che designa, al contrario, un bassopiano o una generica regione pianeggiante. Il nome di planum è stato assegnato a strutture di questo tipo presenti su Mercurio, Venere, Marte, sul satellite gioviano Io e sul satellite nettuniano Tritone.

## Planum
Plana su Mercurio:
- Catuilla Planum

Plana su Venere:
- Astkhik Planum
- Lakshmi Planum
- Turan Planum
- Viriplaca Planum

Plana su Marte:
- Aeolis Planum
- Amenthes Planum
- Aonia Planum
- Argentea Planum
- Ascuris Planum
- Aurorae Planum
- Bosporos Planum
- Coronae Planum
- Daedalia Planum
- Hesperia Planum
- Icaria Planum
- Lucus Planum
- Lunae Planum
- Malea Planum
- Meridiani Planum
- Nepenthes Planum
- Nili Planum
- Oenotria Plana
- Ogygis Planum
- Ophir Planum
- Oxia Planum
- Parva Planum
- Planum Angustum
- Planum Australe
- Planum Boreum
- Planum Chronium
- Promethei Planum
- Sinai Planum
- Sisyphi Planum
- Solis Planum
- Syria Planum
- Syrtis Major Planum
- Thaumasia Planum
- Zephyria Planum

Plana su Io:
- Argos Planum
- Danube Planum
- Dodona Planum
- Ethiopia Planum
- Hybristes Planum
- Iopolis Planum
- Lyrcea Planum
- Nemea Planum

Plana su Tritone:
- Abatos Planum
- Cipango Planum
- Medamothi Planum

Plana su Cerere:
- Hanami Planum